# Касабулат, Дамир Кайратулы
Дамир Кайратулы Касабулат (каз. Дамир Қайратұлы Қасаболат; род. 29 августа 2002, Алма-Ата) — казахстанский футболист, защитник клуба «Кайрат».

## Клубная карьера
Футбольную карьеру начал в 2020 году в составе клуба «Кайрат-Жастар» в первой лиге.
Летом 2021 года перешёл в российский клуб «Кайрат» Москва. 18 июля 2021 года в матче против клуба «Ленинградец» дебютировал в ФНЛ-2.
В начале 2022 года подписал контракт с клубом «Кайрат». 6 марта 2022 года в матче против клуба «Актобе» дебютировал в казахстанской Премьер-лиге.

## Карьера в сборной
10 октября 2018 года дебютировал за сборную Казахстана до 17 лет в матче против сборной Португалии до 17 лет (0:10).

## Клубная статистика
| Клуб              | Сезон            | Лига | Лига | Кубки | Кубки | Еврокубки | Еврокубки | Итого | Итого |
| Клуб              | Сезон            | Игры | Голы | Игры  | Голы  | Игры      | Голы      | Игры  | Голы  |
| ----------------- | ---------------- | ---- | ---- | ----- | ----- | --------- | --------- | ----- | ----- |
| Кайрат            | 2022             | 23   | 0    | 7     | 0     | 2         | 0         | 32    | 0     |
| Кайрат            | 2023             | 25   | 0    | 4     | 0     | —         | —         | 29    | 0     |
| Кайрат            | Итого            | 48   | 0    | 11    | 0     | 2         | 0         | 61    | 0     |
| → Кайрат-Жастар   | 2020             | 12   | 0    | —     | —     | —         | —         | 12    | 0     |
| → Кайрат-Жастар   | 2021             | 10   | 1    | —     | —     | —         | —         | 10    | 1     |
| → Кайрат-Жастар   | Итого            | 22   | 1    | —     | —     | —         | —         | 22    | 1     |
| → Кайрат (Москва) | 2021/22          | 16   | 0    | 4     | 0     | —         | —         | 20    | 0     |
| → Кайрат (Москва) | Итого            | 16   | 0    | 4     | 0     | —         | —         | 20    | 0     |
| Всего за карьеру  | Всего за карьеру | 86   | 1    | 15    | 0     | 2         | 0         | 103   | 1     |